# 阿吉賈鄉

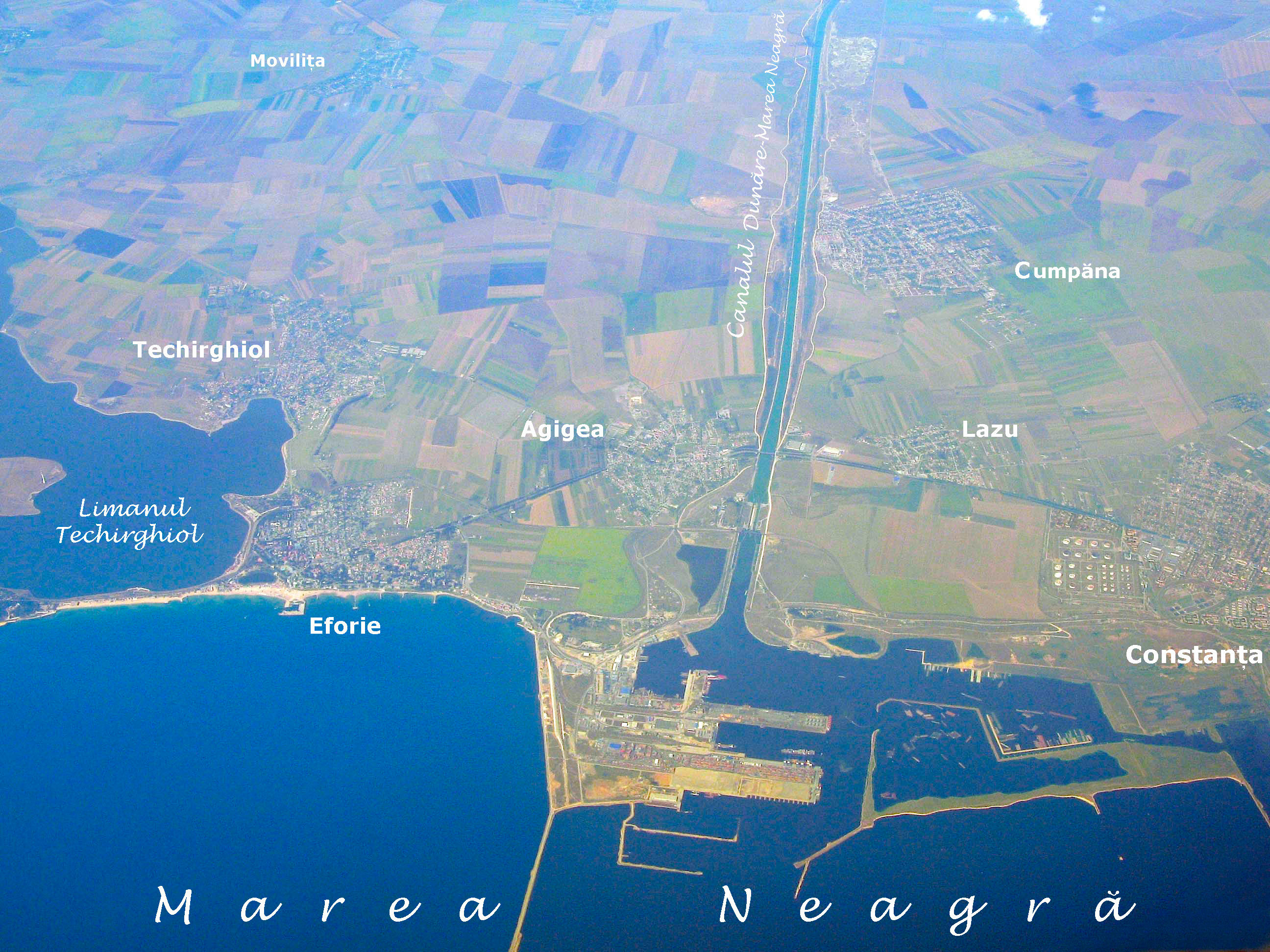

44°05′30″N 28°36′41″E / 44.09167°N 28.61139°E
阿吉賈鄉（羅馬尼亞語：Comuna Agigea, Constanța），是羅馬尼亞的鄉份，位於該國西南部，由康斯坦察縣負責管轄，面積45平方公里，2007年人口6,291，人口密度每平方公里139人。